# Antonio Ejarque Pina
Antonio Ejarque Pina (Zaragoza, 25 de marzo de 1905 - París, 22 de agosto de 1950) fue un anarquista español.

## Biografía
Obrero metalúrgico de profesión, desde temprana edad fue militante de la Confederación Nacional del Trabajo (CNT). Llegó a pertenecer al Comité regional de la CNT en Aragón. En 1933 formó parte del comité revolucionario que impulsó la insurrección anarquista de diciembre de aquel año. Tras el estallido de la Guerra civil logró escapar de Zaragoza, donde había triunfado la sublevación militar. Durante la guerra civil fue comisario político de la 25.ª División y del XVI Cuerpo de Ejército.
Finalizada la guerra civil fue detenido en Alicante, siendo recluido en el campo de concentración de Los Almendros de la capital y posteriormente trasladado al campo de concentración de Albatera. Durante los restantes años de la posguerra se perdió su rastro. Se trasladó a Francia a comienzos de 1947. Allí desarrolló labores de enlace entre los miembros de la CNT en el interior y los del exilio. Ese mismo año salió designado Secretario general de la CNT en el interior, en sustitución de Enrique Marco Nadal. No obstante, fue detenido por la policía franquista el 22 de septiembre de 1947. Sería encarcelado en la prisión de Ocaña, de la que logró escapar el 8 de mayo de 1948 junto a otros once detenidos. Conseguiría llegar a Francia, donde siguió dedicándose a actividades relacionadas con el anarcosindicalismo.